# جاك روز (عازف قيثارة)
جاك روز (بالإنجليزية: Jack Rose)‏ هو عازف قيثارة أمريكي، ولد في 16 فبراير 1971 في فريدريكسبيورغ في الولايات المتحدة، وتوفي في 5 ديسمبر 2009 في فيلادلفيا في الولايات المتحدة بسبب نوبة قلبية.

## وصلات خارجية
- جاك روز على موقع ميوزك برينز (الإنجليزية)
- جاك روز على موقع إن إن دي بي (الإنجليزية)
- جاك روز على موقع أول ميوزيك (الإنجليزية)
- جاك روز على موقع ديسكوغز (الإنجليزية)